# Einkommensverteilung
Als Einkommensverteilung (oder Distribution) wird in der Volkswirtschaftslehre und Wirtschaftspolitik die Verteilung der Einkommen auf die einzelnen Wirtschaftssubjekte als Resultat des Marktergebnisses bezeichnet.

## Allgemeines
Die Einkommensverteilung ist Bestandteil der distributiven Wirtschaftspolitik. Als Einkommen werden in der Volkswirtschaftslehre die Faktoreinkommen bezeichnet, die durch den Einsatz von Produktionsfaktoren erzielt werden. Faktoreinkommen entstehen durch das Marktgeschehen und wandern durch Investition, Konsum, Produktion oder Sparen teilweise zu anderen Wirtschaftssubjekten. Als Wirtschaftssubjekte kommen Unternehmen (Faktoreinkommen: Unternehmerlohn) und Privathaushalte (Arbeitseinkommen) in Betracht. Im Regelfall erzielt ein Privathaushalt oder Unternehmer durch Einsatz der Arbeitskraft Arbeitseinkommen; er kann jedoch auch über andere Produktionsfaktoren verfügen (Kapital erbringt Kapitalertrag, Boden den Bodenertrag in Form der Miete oder Pacht).

## Arten
Unterschieden werden:
- Die primäre Einkommensverteilung des Volkseinkommens ergibt sich unmittelbar aus den Marktprozessen (Kauf und Verkauf von Gütern und Dienstleistungen). Beispielsweise erzielt der Arbeitnehmer auf dem Arbeitsmarkt ein Arbeitseinkommen, der Arbeitgeber auf dem Gütermarkt einen Gewinn.
- Die sekundäre Einkommensverteilung ist das Ergebnis staatlicher Umverteilung (redistributive Politik) durch Steuerpolitik, Sozialpolitik und Bereitstellung öffentlicher Güter.
- Die personelle Einkommensverteilung erfolgt auf die einzelnen Einkommensbezieher (Arbeitslohn an Arbeitnehmer, Dividende an Aktionäre),
- die funktionale Einkommensverteilung ist die Verteilung auf die am Produktionsprozess beteiligten Produktionsfaktoren (Arbeitseinkommen beim Faktor Arbeit, Bodenrente beim Boden, Kapitalertrag beim Faktor Kapital).

Redistributive Politik sorgt für eine Umverteilung der Einkommen etwa durch Sozialtransfers, die an Bevölkerungsgruppen mit sozialen Risiken (Arbeitslosigkeit, Behinderung, Krankheit, Rentner) fließen. Die aus dem Marktprozess resultierende Einkommensverteilung wird dabei durch staatlich veranlasste Umverteilung korrigiert.

### Personelle Einkommensverteilung

Abb. 1: Lorenzkurve

Die personelle Einkommensverteilung zeigt, wie das Einkommen einer Volkswirtschaft auf einzelne Personen oder Gruppen (z. B. Privathaushalte) verteilt ist. Es können zwei Arten unterschieden werden:
- Verteilung der Markteinkommen: Primäre Einkommensverteilung oder
- Verteilung der verfügbaren Einkommen: Sekundäre Einkommensverteilung

Das verfügbare Einkommen entspricht dem Markteinkommen zuzüglich der Renten und anderer Transferzahlungen sowie geldwerter Vorteile (Beispiele: der Staat zahlt für bestimmte Personen Beiträge in die Rentenversicherung, weil diese die Beiträge nicht tragen können; bestimmte Personen brauchen keinen Rundfunkbeitrag zu zahlen und haben dadurch einen geldwerten Vorteil) abzüglich der geleisteten Einkommensteuern und Vermögensteuern, Sozialbeiträge, monetären Sozialleistungen und anderer sonstigen laufenden Transfers (z. B. Solidaritätszuschlag). Wenn man die Haushalte oder Personen nach der Höhe ihres Einkommens aufsteigend ordnet, lässt sich an der Lorenz-Kurve ablesen, wie viel Prozent der Haushalte wie viel Prozent der Einkommen beziehen.
Die personelle Einkommensverteilung kann mittels verschiedener Ungleichverteilungsmaße zusammengefasst und anschließend analysiert werden. Die am häufigsten verwendeten Indikatoren sind der Gini-Koeffizient und Quantilverhältnisse. Zunehmend wird der Theil-Index angewendet.
Eine sinnlich eindrückliche Darstellung der Einkommensverteilung oder von Einkommensungleichverteilung ist die Parade der Einkommen des niederländischen Ökonomen Jan Pen, Grundlage zur Erstellung der korrespondierenden Lorenzkurve und der Auswertung zum Gini-Index.

#### Darstellung mittels Gini-Koeffizient
Das häufigste Instrument zur Darstellung der Einkommensverteilung ist die volkswirtschaftliche Kennzahl des Gini-Koeffizients. Der Wert {\displaystyle 0} bezeichnet absolute Gleichverteilung (alle Personen besitzen gleich viel), der Wert {\displaystyle 1} absolute Ungleichverteilung (eine Person besitzt alles, alle anderen nichts).
Je nach Statistik kann ein Land die unterschiedlichsten Gini-Koeffizienten der Einkommensverteilung haben; dies liegt an der Art der Berechnung. Angaben können nur dann für Vergleiche eingesetzt werden, wenn für alle Angaben die gleichen Berechnungsmethoden (die gleiche Quantilisierung, die gleiche Einkommensart usw.) angewandt wurden. Korrekterweise müsste zusammen mit dem Gini-Koeffizienten immer angegeben werden, welche Messauflösung ihm zugrunde liegt, denn die Ungleichheit innerhalb der Quantile wird nicht erfasst.

#### Darstellung nach der Palma-Kennzahl
Die Gini-Kennzahl wird allmählich durch die Palma-Kennzahl ersetzt, die auf der Beobachtung gründet, dass Änderungen in der Einkommensverteilung hauptsächlich in den untersten vier Dezilen und im obersten Dezil stattfinden, während der Anteil der übrigen Dezilen sich wenig ändern von Land zu Land. Damit soll die Palma-Kennzahl aussagekräftiger und zugleich leichter zu verstehen sein.

#### nach Quantilen
Aus der Datenbasis erhält man die Höhe der Einkommen und die zugehörigen Einkommensbezieher. Diese werden zunächst nach Einkommenshöhe sortiert (Pen-Parade) und dann in gleich große Gruppen (Quantile) unterteilt. Anschließend werden die Summen der in den einzelnen Quantilen enthaltenen Daten gebildet. Teilt man die Einkommensbezieher in 10 Gruppen ein, spricht man von Dezilen, bei 100 Gruppen von Perzentilen. Oft verwendet werden das zehnte, fünfzigste und neunzigste Perzentil (entsprechend dem ersten, fünften und neunten Dezil). Dabei stellt das fünfzigste Perzentil den Medianwert dar, also genau die Einkommenshöhe, die sich in der Mitte befindet. Das zehnte Perzentil gibt die Lohnhöhe an, die von 10 % der Beschäftigten nicht überschritten wird. Um die Ungleichverteilung zu beschreiben, werden die Summen der Quantile in Relation zueinander gesetzt. In der Literatur wird davon ausgegangen, dass die Lohnhöhen bis zum zehnten Perzentil für die Gering- oder Unqualifizierten und die Löhne ab dem neunzigsten Perzentil für die Hochqualifizierten stehen. Andere häufigere Quantile sind 30 (für die Armutsgefährdung), oder 25 und 75 (Quartile, Einkommensviertel), sowie die Quintile (Einkommensfünftel).
Vergrößert sich der Unterschied zwischen den einzelnen Quantilen, spricht man von zunehmender Lohnspreizung, verkleinert er sich, spricht man von Lohnkompression.

#### Datenerhebung

Anwendung des Gini-Koeffizienten zur Bestimmung von Einkommensungleichheit (2014)

Deutschland
Die Einkommenshöhen werden im Fünfjahresrhythmus vom Statistischen Bundesamt mittels freiwilliger Selbstauskunft von einer Bevölkerungsstichprobe erfragt und die Gesamtheit der Einkommen statistisch hochgerechnet (Einkommens- und Verbrauchsstichprobe EVS, maximal 0,3 % aller Haushalte, ca. 55.000 bis 60.000 Haushalte). Erfahrungsgemäß nimmt mit zunehmendem Einkommen und Vermögen die Auskunftsbereitschaft der Befragten ab; das Statistische Bundesamt berücksichtigt deshalb nur Haushaltsnettoeinkommen bis zur Abschneidegrenze von 18.000 €/Monat. Die höchsten Einkommen sind in den Verteilungsberechnungen nicht enthalten. Ebenfalls nicht erhoben werden nicht entnommene Gewinne Selbstständiger. Nicht einbezogen werden Personen in Gemeinschaftsunterkünften, beispielsweise Bewohner von Pflegeheimen, sowie Obdachlose.
Regelmäßig sind dadurch die statistisch erhobenen Gesamteinkommen Selbstständiger und aus Vermögen, beispielsweise Kapitalerträge und Mieten, niedriger als die tatsächlichen der Volkswirtschaftlichen Gesamtrechnung (VGR). Die tatsächliche Ungleichverteilung ist deshalb größer als die statistisch errechnete, offiziell veröffentlichte.
2008 betrug die Abweichung der statistischen Selbstständigen- und Vermögenseinkommen der EVS (139 Mrd. Euro) zu der gleichartigen Einkommensumme der VGR (477 Mrd. Euro) rund 338 Mrd. Euro – etwa 71 % dieser Einkommen wurden durch die EVS nicht erfasst und sind in den Verteilungsrechnungen und somit in den Ungleichverteilungsmaßen wie dem Gini-Index oder der Reichtumsquote nicht dargestellt. Laut Statistischem Bundesamt „deutet dies auf eine grundsätzliche Problematik der Messung von Selbstständigen- und Vermögenseinkommen in (freiwilligen) Haushaltserhebungen hin“.
Einkommensverteilung in wichtigen Industrieländern
Entwicklung der Einkommensungleichheit seit Beginn des 20. Jahrhunderts
Nach einer Studie der Ökonomen Anthony Atkinson, Thomas Piketty und Emmanuel Saez stellt sich die Einkommensentwicklung in wichtigen Industrienationen folgendermaßen dar: Atkinson/Piketty/Saez untersuchten den Anteil des reichsten Prozents aller Einkommensbezieher in den vergangenen 100 Jahren in 22 Ländern. Sie nutzten dafür Steuertabellen aus diesen Ländern. Die Zahlen für Deutschland reichen leider nur bis 1998. vgl. Weltweit nahm die Einkommensungleichheit von 1910 zu 1992 zu. Dabei nahm der Anteil der Super-Reichen am weltweiten Gesamteinkommen von 1910 bis 1970 ab, von 1970 bis 1992 zu.
Der World Inequality Report 2018 – erstellt aufgrund der Daten der World Inequality Database (WID) – schätzt die aktuelle globale Einkommens- und Vermögensungleichheit. Er wurde von Facundo Alvaredo, Lucas Chanel, Thomas Piketty, Emmanuel Saez und Gabriel Zucman editiert. Der Bericht beschreibt, dass die Kluft zwischen Arm und Reich seit 1980 rund um den Globus zugenommen hat. In Europa nahm die Ungleichheit weniger stark zu, während in Nordamerika und Asien der Anstieg rasch erfolgte. Im Nahen Osten, in Afrika und in Brasilien verharrte die Einkommensungleichheit auf sehr hohem Niveau. Am größten ist sie im Nahen Osten, wo die obersten 10 % der Bevölkerung 60 % des Nationaleinkommens erhalten. Im Dezember 2021 erschien der World Inequality Report 2022.
1910 bis 1970er Jahre
In Großbritannien und den Vereinigten Staaten verdiente das Prozent an der Spitze der Einkommenspyramide 1910 rund ein Fünftel aller Löhne und Gewinne; die zwei Weltkriege und die Weltwirtschaftskrise halbierten den Anteil der Reichsten bis 1950. In Deutschland und Frankreich dagegen erhielt 1910 das reichste Prozent aller Einkommensbezieher rund 20 Prozent der Wirtschaftsleistung. Während der Nazi-Zeit in Deutschland wurden die Reichen wieder reicher. Sie gewannen während des Aufschwungs vor dem Krieg – viele auch durch die Enteignung jüdischen Vermögens – fünf Prozentpunkte hinzu. 1950 waren es in Westdeutschland noch elf, in Frankreich noch neun Prozent.
- In den USA stieg zwischen 1947 und 1979 die Produktivität um 119 %, das Einkommen des unteren Fünftels um 122 %.

1970er Jahre bis heute
Ab den 1970er Jahren nimmt die Einkommensungleichheit zu: Margaret Thatcher (Vereinigtes Königreich) und Ronald Reagan (Vereinigte Staaten) senkten die Einkommensteuern stark, beschnitten die Gewerkschaftsmacht und liberalisierten Arbeitsmärkte. Der Anteil sehr hoher Einkommen stieg stark. Dieser Prozess hielt in den 1990er Jahren unter Bill Clinton (USA) und Tony Blair (Großbritannien) an. Heute bekommt das oberste Prozent anteilig wieder so viel wie vor 100 Jahren. In den USA stieg zwischen 1979 und 2009 die Produktivität um 80 %, das Einkommen des unteren Fünftels ging um 4 % zurück, während in etwa demselben Zeitraum das Einkommen der oberen 1 % um 270 % stieg.
In Deutschland (Zahlen bis 1998) und in Frankreich hat auch dort der Anteil des obersten Prozents aller Einkommensbezieher zugenommen, verglichen mit der Zeit nach dem Zweiten Weltkrieg liegt sein Teil an der gesamten Wertschöpfung aber auf ähnlichen Niveau – weiterhin um 10 Prozent.
Die OECD stellt 2014 fest, dass der Anteil des einkommensstärksten Prozent zwischen Anfang der 1980er Jahre und 2012 in fast allen OECD-Ländern stark zugenommen hat. Dass bis zu 47 % (wie in den USA) des Wachstums des Gesamteinkommens zwischen 1975 und 2007 an das einkommensstärkste Prozent gegangen ist, erkläre, dass die Bevölkerung eine Diskrepanz wahrnehme, die zwischen dem Wachstum insgesamt auf der einen und dem eigenen Einkommen auf der anderen Seite liegt. Dazu habe die Senkung der Spitzensteuersätze geführt, die 1981 im OECD-Mittel bei 66 % (Maximum bei 93 %, Minimum bei 48 %) gelegen habe, auf ein OECD-Mittel von 43 % im Jahr 2013 (Maximum bei 60 % und Minimum bei 15 %). Hinzu kämen die Senkung weiterer Steuern, die insbesondere einkommensstarke Personen betreffen, geführt. Als Maßnahmen empfiehlt die OECD das Erhöhen der seit den 1970er Jahren stark gesenkten Spitzensteuersätzen und die Reduzierung von Steuervermeidung. Die Daten basieren in großen Teilen auf der Top Income Database von Thomas Piketty, Anthony Atkinson und Emmanuel Saez.

### Funktionelle Einkommensverteilung

Funktionale Einkommensverteilung

Die funktionelle (oder funktionale) Einkommensverteilung zeigt, wie sich das Einkommen auf die Produktionsfaktoren (Arbeit, Human- und diverse Arten Sachkapital) verteilt. Kenngrößen wie die Lohnquote und die Gewinnquote zeigen die sektorale Verteilung des Volkseinkommens.
In der Entwicklungshilfe ist die direkte Einkommensverteilung ein wichtiger Faktor, damit die Verluste auf dem Weg vom Zahler zum Empfänger gering bleiben.

## Nettoeinkommen
Einen Vergleich der Ungleichverteilungen der Nettoeinkommen in 26 OECD-Ländern veröffentlichte für die Jahre 1985, 1995 und 2000 der Sachverständigenrat zur Begutachtung der gesamtwirtschaftlichen Entwicklung in einem Bericht zur Einkommensverteilung in Deutschland. Von diesen Ländern hatte Dänemark im Jahr 2000 die geringste Ungleichverteilung (Gini-Koeffizient 0,22). Schweden folgte mit 0,24. Deutschland lag etwas unterhalb der Mitte mit 0,27. Die USA lagen oberhalb der Mitte mit 0,35. Die Spitzenplätze hatten die Türkei mit 0,44 und Mexiko mit 0,48.

## Verfügbare Einkommen
Für die verfügbaren Einkommen der Haushalte ist der Gini-Koeffizient in Deutschland von 1991 bis 2012 von 0,247 auf 0,288 gestiegen. In der Eurozone war Deutschland 2012 das Land mit der zweithöchsten Vermögensungleichheit. In Frankreich lag der Gini-Index im Jahr 1995 bei 0,327, in Großbritannien bei 0,360 (1999), in Japan bei 0,249 (1993) und in den USA bei 0,408 (2000). Die Daten basieren auf einer groben Aufteilung in vier Quartile.
Auch nach den Daten eines Berichtes der ILO stieg die Einkommensungleichheit in den Industrieländern seit den 90er Jahren, auch in Ländern die traditionell durch staatliche Maßnahmen dem entgegenwirken, wie Frankreich. Dies zeigt sich an der abnehmenden Lohnquote. Der Anteil der Einkommen der Unternehmen und großer Vermögen gegenüber der Lohnquote nahm zu. Ursachen hierfür waren schwache Gewerkschaften, sinkende Steuerquoten auf Kapital, steigende Steuerquoten auf Arbeit, die Globalisierung und der wachsende Einfluss der Finanzmärkte. Diese Ursachen führten zu dieser Umverteilung des Volkseinkommen. Zwischen 1999 und 2011 nahm die Arbeitsproduktivität mehr als doppelt so stark zu wie der Durchschnittslohn. Beispielsweise stieg in Deutschland die Produktivität in den letzten 20 Jahren um 25 %, die Reallöhne blieben hingegen gleich und sanken sogar zwischen 1999 und 2007.
Dabei geht die Schere zwischen Arm und Reich (Einkommensschere) in Deutschland immer weiter auseinander, die ärmeren Haushalte werden dabei immer ärmer. Nur 60 Prozent der Menschen in Deutschland gehören im Jahr 2010 noch zur Mittelschicht.

## Schwedisches Modell
Einige skandinavische Länder haben im Vergleich zu Deutschland eine höhere Staatsquote; das gilt insbesondere für Schweden (siehe Folkhemmet, Schwedischer Wohlfahrtsstaat).
Die Einkommensumverteilung wurde etwas reduziert, da der Spitzensteuersatz nach der schwedischen Bankenkrise von 1990 bis 1992 gesenkt wurde. Das schwedische Steuerrecht hatte es bis dahin ermöglicht, die individuelle Steuerlast zu senken, indem bis zu 50 Prozent der Kreditzinsen vom zu versteuernden Einkommen abgezogen wurden. Daher gab es einen starken Anreiz Immobilien zu erwerben und diese hoch zu beleihen. Die konservative Regierung senkte neben anderen Änderungen daraufhin den Spitzensteuersatz auf 56,6 %.

## Folgen ungleicher Verteilung
Ungleiche Verteilung der Einkommen wirkt sich ökonomisch, politisch, sozial, gesundheitlich und kulturell aus.

### Ökonomische Folgen

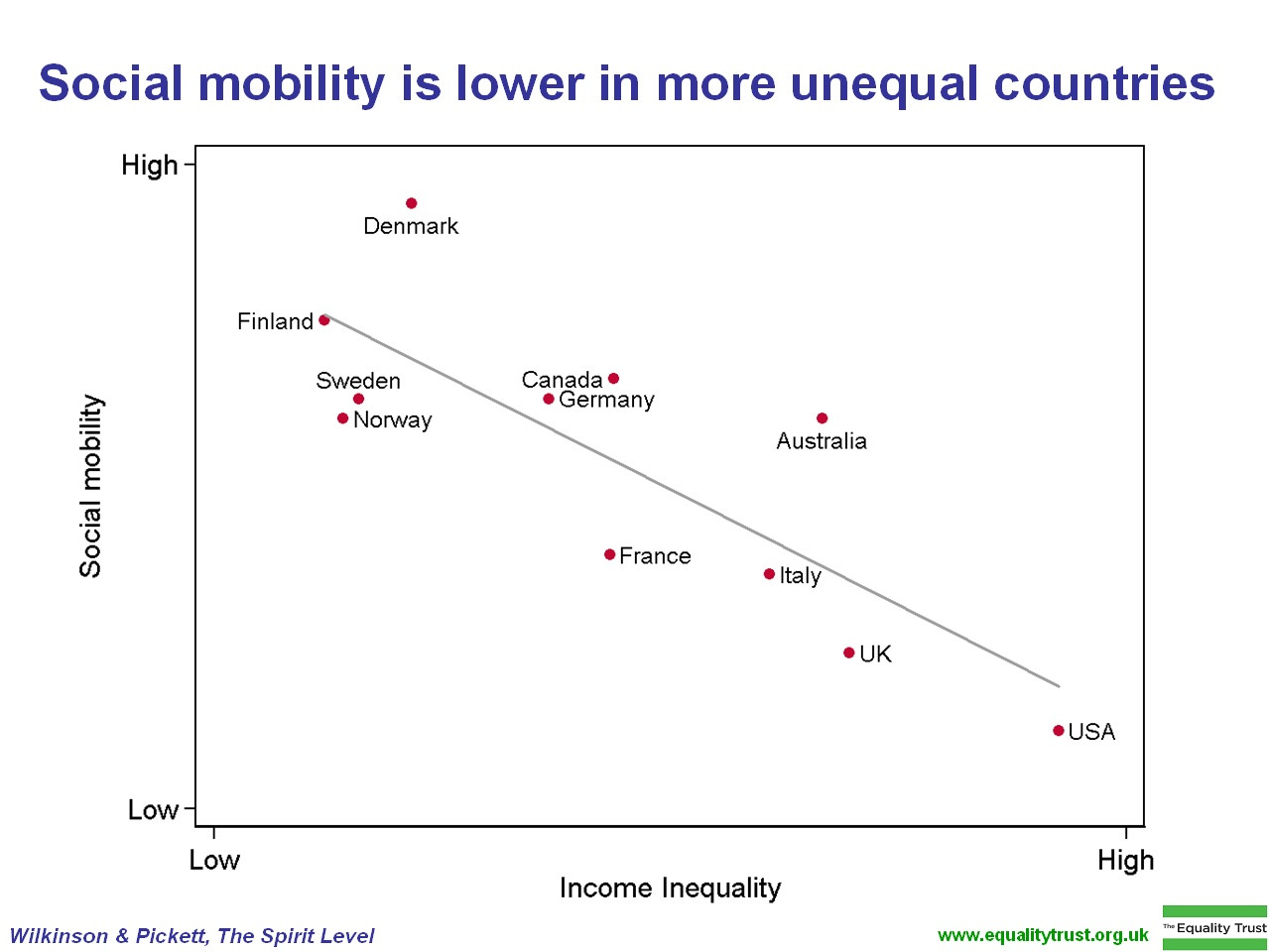
Die soziale Mobilität ist niedriger in Ländern mit höherer Einkommensungleichheit (hier in Englisch)

Nach Analysen des UNCTAD im Trade and Development Report 2012 wirkt sich eine Konzentration des Volkseinkommens in den oberen Einkommensschichten nachteilig auf das Entwicklungspotential einer Volkswirtschaft aus, da es das Wachstum der Nachfrage nach Gütern und Dienstleistungen schwächt. Außerdem schränkt es die Bildungschancen und die soziale Mobilität breiter Bevölkerungsschichten ein. Dem sollte durch Steuerreformen und eine gezielte Erhöhung von Sozialausgaben, sowie durch eine verbesserte Arbeitsmarktpolitik begegnet werden.
Der IWF kommt in einer Studie zu sehr ähnlichen Ergebnissen. Staaten, die nach Steuern eine geringe Ungleichheit aufweisen (d. h. in der Regel nach Umverteilung), weisen schnelleres und ausdauernderes Wirtschaftswachstum auf als Staaten, in denen eine hohe Ungleichheit herrscht. Generell hat Umverteilung (wie progressive Besteuerung, staatliche Investitionen im Gesundheitsbereich und der Bildung) positive Auswirkungen auf das Wirtschaftswachstum (nur in extremen Fällen gibt es einige Hinweise, dass es negative Auswirkungen haben könnte).

„Es wäre ein Fehler sich auf Wachstum zu konzentrieren und die Ungleichheit sich selbst zu überlassen, nicht nur weil Ungleichheit ethisch nicht wünschenswert sein kann, sondern auch weil ansonsten das resultierende Wachstum gering und nicht nachhaltig sein kann.“

Eine weitere Studie des IWF bestätigte das Ergebnis. Wenn massive Anteile des Einkommens einer Nation in den Händen einiger weniger konzentriert sind, leidet das gesamtwirtschaftliche Wachstum. Die Studie aus dem Jahr 2015 ergab, dass „wenn der Einkommensanteil der obersten 20% (der Reichen) steigt, nimmt das BIP-Wachstum mittelfristig tatsächlich ab, was darauf hindeutet, dass Gewinne nicht nach unten durchsickern“, während „eine Zunahme des Einkommensanteils der unteren 20% (der Armen) mit einem höheren BIP-Wachstum verbunden ist.“

### Politische und soziale Folgen
Die Einkommensverteilung ist für die Wahrung des sozialen Friedens gesellschaftlicher Systeme von Bedeutung. Eine stark ungleiche Verteilung kann als ungerecht empfunden werden und zu sozialen Unruhen führen.
Ein Beispiel für den Versuch, kritische Ungleichverteilungsschwellen bei Markteinkommen zu ermitteln, gab He Qinglian anhand des Gini-Koeffizienten: Ein Koeffizient von 0,3 oder weniger zeige eine deutliche Gleichverteilung an, 0,3 bis 0,4 sei der Bereich akzeptabler Normalität, 0,4 oder mehr werde für zu hoch gehalten. Über 0,6 gäbe es soziale Unruhen (Aufruhr, Revolte, Meuterei, Aufstand o. Ä.).
Die Akzeptanz von Ungleichverteilung wird auch von kulturellen Faktoren und von der Wahrnehmung bestimmt. Ungleichverteilungsmaße, die die Wahrnehmung von Ungleichverteilung mit einbeziehen, lassen sich in der Regel von Informationsmaßen ableiten. Auch gibt es Untersuchungen, die die Wertung von Ressourcen-Ungleichverteilungen durch Einzelpersonen erforschen.

### Gesundheitliche Folgen
Ungleiche Verteilung von Einkommen kann eine Ursache für die Verschlechterung der Gesundheit und die Zufriedenheit in einer Gesellschaft sein, nicht nur bei den ärmsten einer Gesellschaft, sondern quer durch alle Einkommensschichten.

## Ursachen ungleicher Verteilung

### Ökonomische Ursachen
Eine Studie der OECD von 2012 anhand von 32 Ländern kam zu dem Ergebnis, dass mit dem Anteil der befristet Beschäftigten an der Bevölkerung die Lohneinkommensungleichheit ansteigt.
Die Europäische Kommission kommt zu dem Ergebnis, dass die Entwicklung des Arbeitseinkommens das Ergebnis einer komplexen Wechselwirkung zwischen technologischem Fortschritt, Organisation des Arbeitsmarktes und in geringerem Maße anderen Triebkräften, etwa der Öffnung des Handels ist.
Aus dem Arbeitsmarkt resultierende Faktoren für Einkommensunterschiede sind Folgende:
- Erfahrung und Verantwortung der Arbeitnehmer beeinflusst die Lohnhöhe dahingehend, dass letztendlich die Unternehmung in der Lohnhöhe ein Instrument zur effizienten Gestaltung ihrer Produktionsprozesse sieht.
- Ausbildungskosten und die daraus resultierende Bildungsprämie schlagen sich in der Regel in einem höheren Arbeitsentgelt nieder, da Investitionskosten der qualifizierten Arbeitnehmer sich auch nach gewisser Zeit auszahlen müssen (Bildungsrendite).
- Relative Knappheit oder Überangebot an benötigten Arbeitskräften führt zur Lohnanpassung der Unternehmen je nach Verfügungsgrad der Arbeitnehmer.
- Unzureichende Qualitätsanpassung der Beschäftigten an das Arbeitsangebot  vermindert wegen erhöhtem Einarbeitungsbedarf die Bereitschaft der Arbeitgeber, einen höheren Lohn zu zahlen.
- Entwicklung der Erwerbsbeteiligung von Frauen vergrößert die Lohnspreizung, insoweit Frauen bei gleichem Qualifikationsniveau geringer entlohnt werden als Männer (Gender-Pay-Gap).
- Arbeitssparender technischer Fortschritt reduziert die Produktion arbeitsintensiver Güter. Durch Automatisierung sinkt die Verfügbarkeit von Arbeitsplätzen mit Routinetätigkeiten, auch im mittleren Einkommensbereich, und es kommt zu einer Polarisierung der Arbeitsnachfrage[34] (siehe hierzu auch Empirische Daten zum technischen Fortschritt).
- Bedeutungsverlust des Industriesektors durch Zunahme des internationalen Handels mit Niedriglohnländern führt zu einer Verringerung der niedrigqualifizierten Tätigkeiten, weil vor allem im Bereich des Industriesektors Arbeitsplätze für Nicht- und Geringqualifizierte zur Verfügung stehen. Evidenz dafür, dass der Handel mit Niedriglohnländern die Ungleichheit erhöht finden die Ökonomen Max Roser und Jesus Crespo-Cuaresma in einer Untersuchung der Ursachen von steigender Einkommensungleichheit in 32 Industrieländern.[35]
- Institutionelle Eingriffe in das Marktgeschehen durch Mindest- und Tariflöhne bewirken in der Regel eine Angleichung der Arbeitseinkommen der Qualifizierten und Geringqualifizierten, die Lohnspreizung stagniert bzw. komprimiert sich im Bereich der betroffenen Arbeitnehmer. Eine Reduzierung der Gewerkschaftsdichte und eine reale Senkung der Mindestlöhne bewirkt genau das Gegenteil. Die Lohnspreizung nimmt zu, da die Geringqualifizierten wieder nach ihrer Produktivität entlohnt werden. Auch hierfür finden Roser und Crespo-Cuaresma empirische Evidenz.[35]

Der jeweilige Anteil der Faktoren an ungleichen Löhnen ist umstritten.
Wesentlich für die Interpretation der Lohnspreizung ist die Tatsache, dass diese (ähnlich wie die Lohnquote) im Konjunkturverlauf spürbar schwankt. Ein Hauptgrund ist, dass die Einkommen der Beschäftigten in den oberen Quantilen weitaus höhere variable Gehaltsbestandteile beziehen, die mit der Gewinnsituation der Unternehmen schwankt. Weiterhin folgt die Anpassung der Tarifgehälter typischerweise dem Konjunkturverlauf mit einer zeitlichen Verzögerung. Hierdurch steigt die Lohnspreizung am Anfang eines Aufschwungs an, um am Ende des Aufschwungs wieder zu sinken.

### Nicht-ökonomische Ursachen

#### Besteuerung
Die Steuerprogressivität ist in einigen Industrieländern in den letzten Jahrzehnten zurückgegangen, was dazu geführt hat, dass Haushalte und Unternehmen mit hohem Einkommen jetzt niedrigere effektive Steuersätze haben. Tatsächlich deutet eine Analyse des IWF darauf hin, dass die steigende Konzentration des Einkommens vor Steuern an der Spitze in vielen Industrieländern auch mit sinkenden Spitzensteuersätzen zusammenhing: Je höher die Senkung des Spitzensteuersatzes, desto höher war für das Top 1 % die Zunahme des Einkommensanteils an einer Volkswirtschaft.

#### Machtunterschiede
Ökonomische Erklärungen für beobachtbare Unterschiede im Einkommen werden teilweise als nicht ausreichend bewertet. Diese Ansätze können nicht auflösen, warum viele der Aufgaben, von denen die Gesellschaft abhängt (wie z. B. Krankenpflege, Verkauf von Lebensmitteln oder Aufrechterhalten der öffentlichen Ordnung), schlechter bezahlt sind als Berufe, auf die wir in gesellschaftlichen Notsituationen verzichten können (wie z. B. Investmentbanker). Daher werden ökonomische Erklärungen um eine soziologische ergänzt, nämlich dass Einkommen überwiegend nach der Macht verteilt werde. Entsprechend solle nicht nach der Ungleichverteilung von Einkommen, sondern nach der Ungleichverteilung von Macht gefragt werden.

#### Historisch
Viele Ökonomen führen Einkommensunterschiede auf Bildungsunterschiede zurück, da weniger Bildung eine geringere Produktivität impliziert. Ein Grund für solche Bildungsunterschiede innerhalb Europas sind laut Jörg Baten und Ralph Hippe (2017) die landwirtschaftlichen Strukturen im 19. Jahrhundert. Ausschlaggebend sei die Größe der Betriebe, welche wiederum von der Bodenbeschaffenheit beeinflusst wurde. In den kleineren Betrieben legten die Bauern größeren Wert darauf, dass ihre Kinder gebildet waren, da sie später den Hof übernehmen würden. Dies war u. a. typisch für Nord- und Nordwesteuropa um 1900. Waren Boden und Klima jedoch günstig für große Weizenfelder und somit Großgrundbesitz, entwickelten sich häufig politische Eliten, welche den Zugang zu Bildung für ländliche Arbeitnehmer behinderten. Die daraus resultierenden Bildungsunterschiede wirkten sich wiederum auf die allgemeine wirtschaftliche Entwicklung aus.

## Verringerung der Ungleichheit
Eine verbesserte Bildung im Bereich der Niedrigqualifizierten gilt als geeignetes Mittel, um die Lohnspreizung zu reduzieren. Hierdurch reduziert sich die Spreizung der Qualifikation und Erwerbstätige mit geringer Qualifikation erwerben die Möglichkeit, in höhere Gehaltsstufen aufzusteigen. Zum einen sollen schwache Schüler soweit gefördert werden, dass sie einen Schulabschluss erreichen, zum anderen sollen möglichst viele Jugendliche eine Berufsausbildung erhalten. Da diese Maßnahmen ebenfalls geeignet sind, die Arbeitslosigkeit der betreffenden Gruppe zu verringern, sind Nutzen und Notwendigkeit dieser Maßnahmen unumstritten.
Auch in der Arbeitsmarktpolitik werden verschiedene Maßnahmen zur Verminderung der Lohnspreizung diskutiert. Beispiele sind die Subventionierung der Beschäftigung von Geringqualifizierten mittels eines Kombilohnes, die Einführung von Mindestlöhnen oder die Einführung eines bedingungslosen Grundeinkommens. Diese Maßnahmen werden in hohem Maße kontrovers diskutiert, da die Auswirkungen auf Beschäftigung und Wachstum unterschiedlich bewertet werden.

### Bezug zum Bruttonationaleinkommen
Wird aus dem Bruttonationaleinkommen der arithmetische Durchschnitt (= Arithmetisches Mittel) des Pro-Kopf-Einkommens berechnet, ergibt sich aufgrund des Einflusses von Spitzeneinkommen häufig ein Betrag, den ein „Durchschnittsbürger“ als überraschend hoch empfinden mag. Darum wird zur Darstellung des durchschnittlichen Einkommens häufig der Median herangezogen. Alternativ dazu entwickelte Amartya Sen (später zusammen mit James E. Foster erweitert) die Wohlfahrtsfunktion.

## Wirtschaftliche Aspekte
Die zur Volkswirtschaftslehre gehörende Verteilungstheorie befasst sich mit der Frage nach den Regeln der Verteilung des Volkseinkommens und Volksvermögens, so dass die Einkommensverteilung einen wesentlichen Teilaspekt darstellt. Im Mittelpunkt makroökonomischer Verteilungstheorien steht die Verteilung des gesamtwirtschaftlichen Einkommens auf Arbeits- und Kapitaleinkommen. Die bestehenden Verteilungstheorien versuchen, „die am Markt verdienten Arbeits- und Kapitaleinkommen zu erklären“. Dabei geht die Verteilungstheorie davon aus, dass zunächst die Primäreinkommen am Markt entstehen und verteilt werden (distributive Politik), erst danach erfolgt eine Umverteilung durch den Staat mit Hilfe der Sekundäreinkommensverteilung (redistributive Politik). Sekundäreinkommen sind mithin alle Einkommen, die aus der Umverteilung entstanden sind (wie Arbeitslosengeld II, Kindergeld, Rente, Sozialhilfe); sie werden auch Transfereinkommen genannt. Auch Unternehmen können Sekundäreinkommen etwa in Form von Subventionen (Zuschüssen) erhalten. Allerdings beschränkt sich heute der Staat nicht auf diese redistributive Politik, sondern er greift – mittelbar – etwa durch Arbeitsschutzgesetze, Arbeitszeitregelung oder Lohnfortzahlung in die Marktprozesse ein. Auch Interessengruppen, Institutionen oder Organisationen wie Gewerkschaften und Arbeitgeberverbände versuchen durch Machtausübung auf die Einkommensverteilung der Primäreinkommen (Tarifverhandlungen) Einfluss zu nehmen.